# 1398

## Родени
- Йохан Гутенберг, Немски изобретател